# 트윈 픽스 (영화)
트윈 픽스(Twin Peaks: Fire Walk with Me)는 1992년 공개된 심리 공포 영화이다. 동명의 텔레비전 시리즈를 원작으로 하며, 텔레비전 작품의 프리퀄이다.

## 줄거리

### 디어 메도우 프롤로그
한 남자가 비명을 지르는 여성을 향해 텔레비전을 부순다. 워싱턴주 디어 메도우에서 경찰이 테레사 뱅크스의 시신을 발견한다. FBI의 고든 콜은 체스터 데스몬드와 샘 스탠리 요원을 파견하여 수사를 의뢰한다. 트윈 픽스 마을과는 달리, 주민들은 차갑고 무책임하며 경찰은 적대적이다. 테레사의 집을 수색하던 요원들은 그녀가 이상한 반지를 끼고 있는 사진을 발견했는데, 그 반지는 사라져 있었다. 데스몬드는 반지를 찾았지만, 자신은 사라지고 만다. 필라델피아 FBI 지역 본부에서 콜과 데일 쿠퍼, 앨버트 로젠필드 요원은 오래전 실종된 필립 제프리스 요원의 방해를 받는다. 제프리스는 사라지기 전 신비로운 영혼의 환영을 이야기한다. 쿠퍼는 데스몬드를 수색하지만 아무것도 알아내지 못한다.

### 로라 파머의 마지막 7일
1년 후, 로라 파머는 이중생활을 감당해야 한다. 인기 많고 아름다운 그녀는 트윈 픽스 고등학교의 홈커밍 퀸이다. 하지만 열두 살 때부터 자신을 "가지고 다닌" 악령 밥(BOB) 때문에 트라우마를 겪는다. 코카인 중독을 채우기 위해 마약상 바비 브릭스와 데이트를 하고, 부업으로 매춘을 한다. 또한 제임스 헐리와 바람을 피운다. 로라는 밥에 대한 일기가 누군가 뜯어낸 것을 발견하고 해럴드 스미스에게 일기를 맡긴다. 제프리스의 환영에서 온 두 영혼이 "가면 뒤의 남자"가 로라의 침실에 있다고 경고한 후, 로라는 밥이 평소처럼 일기장을 숨겨둔 곳을 뒤지는 것을 목격한다. 밖으로 뛰쳐나간 로라는 밥 대신 아버지 릴랜드를 보지만, 밥이 자신의 아버지라는 사실을 믿고 싶지 않는다. 저녁 식사 때 릴랜드는 밥의 영향에서 벗어난 듯 보이지만, 로라를 울게 만든다. 저녁 식사 후, 그는 로라에게 눈물을 흘리며 사과한다. 꿈속에서 로라는 붉은 방을 찾아가 쿠퍼와 다른 곳에서 온 남자의 미래 모습을 만난다. 그는 수수께끼처럼 자신을 "팔"이라고 부른다. 남자는 로라에게 테레사의 반지를 주겠다고 하지만, 쿠퍼는 거절한다. 애니 블랙번은 로라에게 "착한 데일은 롯지에 있으니 떠날 수 없다"고 적어 두라고 지시한다. 로라는 포주 자크 르노와 두 명의 고객과 함께 캐나다로 여행을 간다. 그녀의 절친 도나 헤이워드는 순진하게도 그녀를 따라와 그녀를 돕는다. 로라는 의구심에도 불구하고 도나를 따라간다. 한 고객이 도나의 술에 약을 타서 윗옷을 벗기자, 로라는 그녀를 끌고 간다. 로라는 도나에게 자신처럼 되지 말라고 간청한다. 밥의 라이벌 마이크가 로라 앞에서 릴랜드와 맞선다. 마이크가 테레사의 반지를 휘두르자 릴랜드는 로라와 닮은 미성년 매춘부 테레사를 죽였던 일을 떠올린다. 테레사는 로라를 시켜 성관계를 맺게 했지만, 로라를 보고는 거절했다. 마이크는 로라에게 릴랜드가 밥이라고 말하려 하지만, 릴랜드가 일으킨 소란에 마이크의 말은 거의 묻혀버린다. 그날 밤, 자크는 바비와 로라를 보내 코카인을 구해오게 하지만, 사실은 함정 수사였다. 바비는 범인을 사살한다. 밤이 되자 릴랜드는 아내 사라에게 술잔을 건넨다. 사라가 망설이다가 릴랜드의 재촉에 술을 비운다. 사라가 창백한 말을 꿈꾸는 사이, 밥은 로라를 강간하고, 밥의 얼굴은 릴랜드의 얼굴로 변한다. 다음 날, 로라는 괴로워하며 거의 생각조차 할 수 없게 된다. 천사가 사라지는 환영을 보게 된다. 로라는 제임스와 헤어지고, 바비는 자신이 그와 사귀었던 이유가 코카인 때문이라는 사실을 깨닫는다. 자크는 로라를 자신의 오두막으로 불러 레오 존슨과 또 다른 미성년 매춘부 로네트 풀라스키와 섹스 파티를 벌인다. 자크는 로라를 강간한다. 릴랜드가 도착해 자크를 기절시키고, 레오는 오두막에서 도망쳐 두 소녀를 끌고 버려진 기차 칸으로 향한다. 로라는 납치범의 얼굴이 릴랜드와 밥 사이에서 깜빡이는 것을 지켜본다. 밥은 로라를 소유하고 싶다고 말한다. 릴랜드는 뜯어낸 일기장을 보여주며 "내가 누군지 알고 있다고 생각했어."라고 말한다. 수호천사가 로네트의 탈출을 돕고, 마이크는 로라에게 테레사의 반지를 던져준다. 로라는 테레사의 반지를 끼고 릴랜드를 괴롭힌다. 릴랜드/밥은 로라를 죽이고 시신을 강에 버린다. 레드 룸에서 밥과 릴랜드는 마이크와 암을 만나고, 마이크와 암은 밥에게 "가르몬보지아"(자막에는 "고통과 슬픔"으로 번역됨)를 요구한다. 이에 밥은 주변 상황을 인지하지 못하는 릴랜드의 피를 뽑아 바닥에 뿌린다. 로라의 시신은 강물에 떠내려가 아침이면 그곳에서 발견될 것이다. 쿠퍼는 붉은 방에서 로라의 영혼을 위로한다. 로라는 천사를 보고 기쁨의 눈물을 흘린다.

## 출연

### 주연
- 쉐릴 리
- 레이 와이즈

### 조연
- 매드첸 아믹
- 다나 애쉬브룩
- 포비 어거스틴
- 데이비드 보위
- 에릭 달
- 미겔 페레
- 파멜라 기들리
- 헤더 그레이엄
- 크리스 아이작
- 모이라 켈리
- 페기 립튼
- 데이빗 린치
- 제임스 마샬
- 주겐 프로크노
- 해리 딘 스탠튼
- 키퍼 서덜랜드
- 레니 본 돌렌
- 그레이스 자브리스키
- 카일 맥라클란

## 기타
- 공동제작: 존 웬트워스
- 미술: 패트리시아 노리스
- 의상: 패트리시아 노리스
- Ass-PD: 팀 하버트
- Ass-PD: 조한나 레이
- 배역: 조한나 레이